# Julius Firmicus Maternus
Ne doit pas être confondu avec Julius Maternus.
Julius Firmicus Maternus est un écrivain latin du IVe siècle apr. J.-C. né et ayant vécu à Syracuse (Sicile).

## Biographie
Il a compilé vers 330 apr. J.-C. un ouvrage en huit livres sur l'astrologie : la Mathesis (ou les Matheseos libri octo). Imprimé en 1501 par Alde Manuce, cet ouvrage a été réédité récemment en trois volumes par les Belles Lettres (voir bibliographie). Wilhelm Knappich a écrit que la Mathesis est « le seul traité latin d'astrologie qui ait été entièrement conservé ».
Bien qu'étant assez confus - on peut même dire que les contradictions y pullulent - en raison de la multiplication des sources compilées (notamment Marcus Manilius, Claude Ptolémée, Dorothée de Sidon, d'anciens traités gréco-égyptiens faisant référence à Hermès Trismégiste ainsi que des sources chaldéennes), la Mathesis servit longtemps de base aux astrologues occidentaux.
Firmicus Maternus présente dans le livre III de la Mathesis le Thema Mundi et donne dans le livre VIII une signification à chaque monomère (indiquant un sens pour chaque degré de l'écliptique).
Converti au christianisme, Julius Firmicus Maternus a rédigé vers 348 apr. J.-C. un Traité de la fausseté des religions profanes (De errore profanarum religionum), publié d'ordinaire avec Minucius Felix, et imprimé séparément par F. Munster, Copenhague, 1827. Ce dernier ouvrage a également été réédité par Les Belles Lettres sous le titre L'erreur des religions païennes (voir Bibliographie).
En 1935, l'union astronomique internationale a donné le nom de Firmicus à un cratère lunaire.

### Œuvres
- L'erreur des religions païennes (vers 348), trad. Robert Turcan, Paris, Les Belles Lettres, 1982 (Collection des Universités de France), 447 p.,  (ISBN 2251013172)
- Mathesis (vers 330), trad. P. Monat, Paris Les Belles Lettres, 1992-1997 (Collection des Universités de France) :
  - T. 1 : Livres I et II,  (ISBN 2-251013-63-6)
  - T. 2 : Livres III, IV, V,  (ISBN 2-251013-76-8)
  - T. 3 : Livres VI, VII, VIII.,  (ISBN 2-251014-02-0).

### Études
- Béatrice Caseau, « Firmicus Maternus : Un astrologue converti au christianisme ou la rhétorique du rejet sans appel », in La religion que j'ai quittée, éd. D. Tollet, Paris, Presses de la Sorbonne, 2007, 39-63.
- Pierluigi Lanfranchi, « La religion qui souille : les catégories du pur et de l’impur dans la polémique religieuse pendant l’Antiquité tardive », Revue de l'histoire des religions, vol. 4,‎ 2017, p. 717-736 (lire en ligne)